# Conclaaf van 1549-1550
Het conclaaf van 1549-1550 duurde van 29 november 1549 tot aan 7 februari 1550 en volgde op de dood van Paus Paulus III op 10 november 1549. Het conclaaf resulteerde in de uiteindelijke verkiezing van Giovanni Maria del Monte als Paus Julius III. In totaal duurde de verkiezing 72 dagen en was daarmee het één na langste conclaaf van de zestiende eeuw. In totaal waren er bij het conclaaf 51 kardinalen aanwezig voor de verkiezing.
Door de lengte van het conclaaf konden diverse politieke heersers in zekere mate invloed hebben op de verkiezing. Cosimo I de' Medici en de Republiek Venetië hadden slechts in kleine mate invloed, terwijl koningen Hendrik II van Frankrijk en Keizer Karel V grote invloed hadden op het proces.

## Achtergrond
De verkiezing van de paus was in 1549 crucialer dan eerder. Zo moest het Concilie van Trente weer hervat worden en Karel V was er veel aan gelegen om een paus te laten verkiezen die het Concilie weer snel bij elkaar zou laten komen. Hendrik II zag in het Concilie slechts als een concilie dat de Duitse landen aan ging en was er dan ook een tegenstander van.
Een andere kwestie die speelde betrof het Hertogdom Parma en Piacenza. Onder Paulus III werden deze een pauselijk leen geworden waar zijn kleinzoon Ottavio Farnese de scepter zwaaide. Dit was tegen het zere been van Karel V die dit hertogdom als een keizerlijk leen zag. Hendrik II daarentegen zag in de Farnese's een belangrijke bondgenoot en had zijn buitenechtelijke dochter Diana uitgehuwd aan Orazio Farnese.

## Papabili
De Franse kandidaten:
- Lodewijk van Bourbon-Vendôme, aartsbisschop van Sens.
- Jan van Lotharingen-Guise, aartsbisschop van Narbonne.
- Georges II d'Amboise, aartsbisschop van Rouen.
- Ippolito II d'Este, aartsbisschop van Lyon en was de favoriete kandidaat voor Hendrik II.
- Giovanni Salviati, pauselijk legaat in Frankrijk en de favoriete kandidaat voor Catharina de' Medici.
- Niccolò Ridolfi, kardinaal-diaken van Santa Maria in Via Lata.

Keizerlijke kandidaten:
- Juan Álvarez de Toledo, bisschop van Córdoba.
- Reginald Pole, aartsbisschop van Canterbury.

Onafhankelijke kandidaten:
- Giovanni Maria del Monte, aartsbisschop van Pavia

## Verkiezing

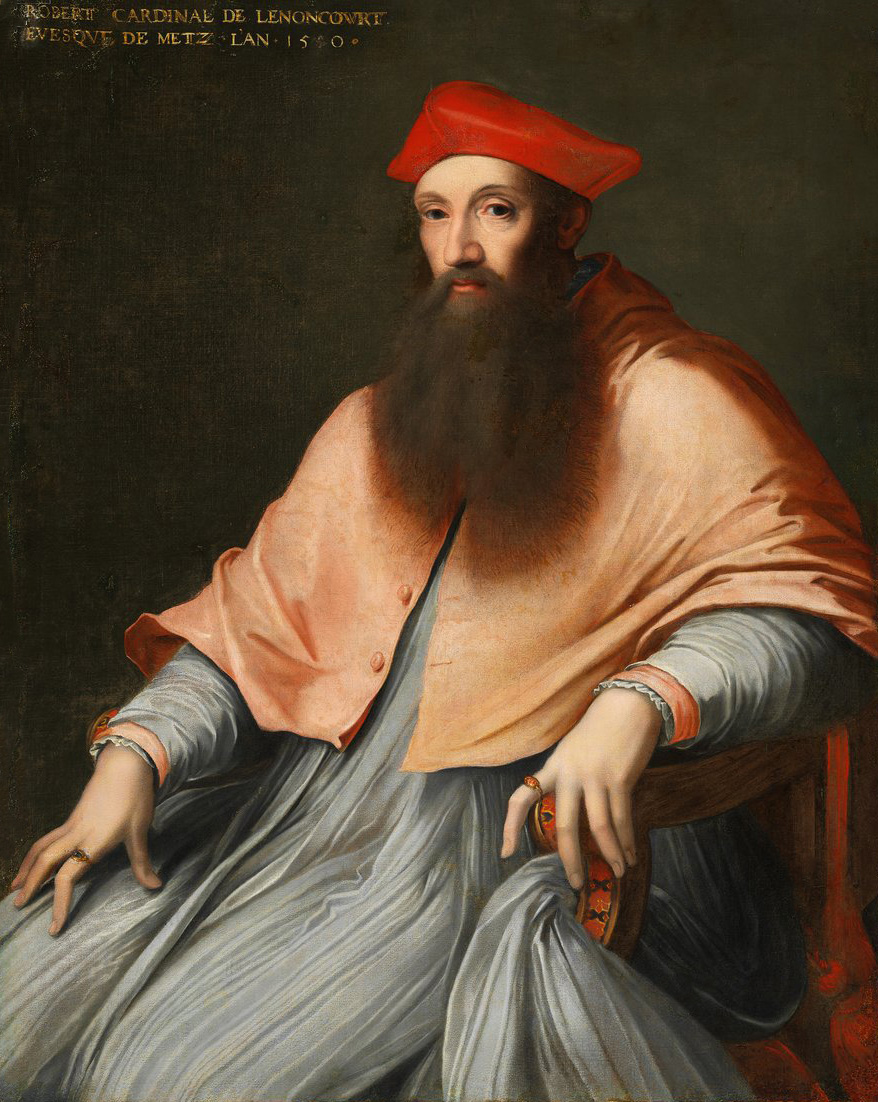
Reginald Pole was een van de keizerlijke papabili, geportretteerd door Sebastiano del Piombo.

Omdat er een keizerlijke meerderheid was voor de aanvang van het conclaaf rekte kardinaal Ippolyte d'Este de start van het conclaaf zo lang mogelijk op. Pas negen dagen na zijn dood begonnen de begrafenisceremonies voor Paulus III en deze zouden negen dagen aanhouden. Hierdoor begon het conclaaf pas op 29 november 1549. Bij aanvang van het conclaaf waren er slechts twee Franse kardinalen in Rome aanwezig en had Karel V het voordeel, omdat de meeste kardinalen van de keizerlijke partij al in de Eeuwige Stad aanwezig waren. Pas op 24 november, toen de dood van Paulus III aan het Franse hof was bevestigd, sommeerde Hendrik II haastig zijn kardinalen naar Rome.
In de beginfase van de verkiezing leek Reginald Pole de gedoodverfde kandidaat. Bij de eerste stemronde haalde hij vijfentwintig van de achtentwintig benodigde stemmen. Een mogelijke snelle verkiezing van Pole werd voorkomen door de interventie van de Franse ambassadeur Claude d'Urfé om te wachten op de komst van de Franse kardinalen. Pole deed geen enkele poging om de Italiaanse kardinalen gerust te stellen en zij waren dan ook vastbesloten om iemand uit eigen kring te verkiezen. Na de komst van de Franse kardinalen beschuldigen zij Pole van ketterij en konden zo enkele van zijn kiezers overhalen naar hun kamp. Tijdens het congres verkreeg Karel van Lotharingen ook een som van 150.000 écu voor mogelijke omkopingen.
De maand januari kenmerkte zich door onbesliste stemmingsuitslagen. De steun voor Pole daalde die maand van 23 naar 21 stemmen. De Franse facties waren onderling gespleten en stemden op de pro-Franse Italiaan Giovanni Pietro Carafa, Lodewijk van Bourbon-Vendôme en in mindere mate op Karel van Lotharingen en Salviati. Ippolyte d'Este viel tijdens de verkiezing af na een lastercampagne wegens vermeende syfilis. Ridolfi overleed tijdens conclaaf op 31 januari.
Op 6 februari liet Hendrik II aan Karel van Lotharingen weten dat hij akkoord ging met een compromiskandidaat. De Franse kardinalen waren uit eigen beweging ook al in deze richting beginnen te bewegen. Aanvankelijk werden de stemmen gericht op Giovanni Salviati en de Fransen waren in staat om enkele kardinalen uit het kamp van Farnese te overtuigen om met hen mee te stemmen. Toch bleef Karel V tegen de verkiezing van Salviati. Hierdoor ging Farnese onderhandelen met de Fransen en uit zijn gelederen werd Giovanni Maria del Monte naar voren geschoven als kandidaat. Farnese en Karel van Lotharingen werden het over hem eens en op 7 februari werd hij unaniem verkozen tot paus. Del Monte nam de naam Julius III aan.